# Lijst van kardinalen gecreëerd door paus Leo XIII

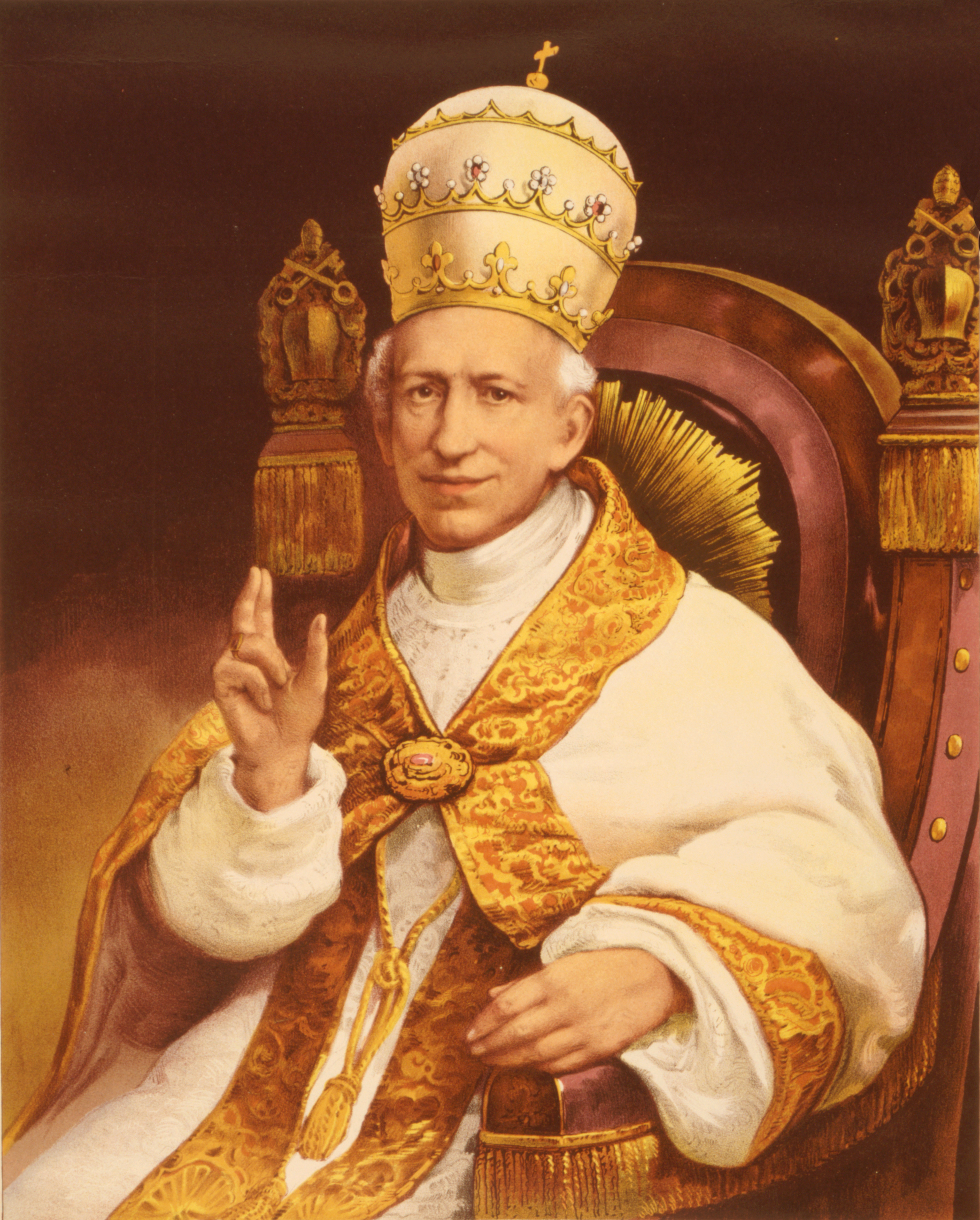
paus Leo XIII

Hieronder volgt een lijst van kardinalen gecreëerd door paus Leo XIII

## Consistorievan12 mei1879
- Friedrich Egon von Fürstenberg
- Florian-Jules Desprez
- Lajos Haynald
- Louis-Édouard-François-Desiré Pie
- Americo Ferreira dos Santos Silva
- Gaetano Alimonda
- Giuseppe Pecci
- John Henry Newman
- Joseph Hergenröther
- Tommaso Maria Zigliara

## Consistorie van19 september1879
- Pier Francesco Meglia
- Giacomo Cattani
- Luigi Jacobini
- Domenico Sanguigni

## Consistorie van13 december1880
- Andon Bedros Hassoun
- Carlo Laurenzi
- Francesco Ricci Paracciani
- Pietro Lasagni

## Consistorie van27 maart1882
- Domenico Agostini
- Charles Lavigerie
- Joaquín Lluch y Garriga
- Edward MacCabe
- Angelo Jacobini

## Consistorie van25 september1882
- Angelo Bianchi
- Włodzimierz Czacki

## Consistorie van24 maart1884
- José Sebastião de Almeida Neto
- Guglielmo Sanfelice d'Acquavella

## Consistorie van10 november1884
- Michelangelo Celesia
- Antolín Monescillo y Viso
- Guglielmo Massaia
- Cölestin Josef Ganglbauer
- Zeferino González y Díaz Tuñón
- Carmine Gori-Merosi
- Ignazio Masotti
- Isidoro Verga

## Consistorie van27 juli1885
- Paul Melchers
- Alfonso Capecelatro
- Francesco Battaglini
- Patrick Francis Moran
- Placido Maria Schiaffino
- Carlo Cristofori

## Consistorie van7 juni1886
- Victor-Félix Bernadou
- Elzéar-Alexandre Taschereau
- Benoit-Marie Langénieux
- James Gibbons
- Charles-Philippe Place
- Augusto Theodoli
- Camillo Mazzella

## Consistorie van14 maart1887
- Serafino Vannutelli
- Gaetano Aloisi Masella
- Luigi Giordani
- Camillo Siciliano di Rende
- Mariano Rampolla

## Consistorie van23 mei1887
- Luigi Pallotti
- Agostino Bausa

## Consistorie van11 februari1889
- Giuseppe Benedetto Dusmet
- Giuseppe d'Annibale
- Luigi Macchi

## Consistorie van24 mei1889
- François-Marie-Benjamin Richard
- Joseph-Alfred Foulon
- Aimé-Victor-François Guilbert
- Petrus Lambertus Goossens
- Franziskus von Paula Graf von Schönborn
- Achille Apolloni
- Gaetano De Ruggiero

## Consistorie van30 december1889
- Vincenzo Vannutelli

## Consistorie van23 juni1890
- Sebastiano Galeati
- Gaspard Mermillod
- Albin Dunajewski

## Consistorie van1 juni1891
- Luigi Rotelli
- Anton Josef Gruscha

## Consistorie van14 december1891
- Fulco Luigi Ruffo-Scilla
- Luigi Sepiacci

## Consistorie van16 januari1893
- Giuseppe Guarino
- Mario Mocenni
- Amilcare Malagola
- Angelo Di Pietro
- Benito Sanz y Forés
- Guillaume-René Meignan
- Léon-Benoît-Charles Thomas
- Philipp Krementz
- Ignatius Persico
- Luigi Galimberti
- Michael Logue
- Kolos Ferenc Vaszary
- Herbert Vaughan
- Georg von Kopp
- Adolphe Perraud
- Andreas Steinhuber

## Consistorie van12 juni1893
- Victor-Lucien-Sulpice Lécot
- Giuseppe Maria Granniello
- Joseph-Christian-Ernest Bourret
- Lőrinc Schlauch
- Giuseppe Sarto (de latere paus Pius X)

## Consistorie van18 mei1894
- Egidio Mauri
- Ciriaco María Sancha y Hervás
- Domenico Svampa
- Andrea Carlo Ferrari
- Francesco Segna

## Consistorie van29 november1895
- Sylwester Sembratowicz
- Francesco Satolli
- Johannes Haller
- Antonio María Cascajares y Azara
- Girolamo Maria Gotti
- Jean-Pierre Boyer
- Achille Manara
- Salvador Casañas y Pagés

## Consistorie van22 juni1896
- Domenico Jacobini
- Antonio Agliardi
- Domenico Ferrata
- Serafino Cretoni

## Consistorie van30 november1896
- Raffaele Pierotti
- Giuseppe Antonio Ermenegildo Prisco

## Consistorie van19 april1897
- José María Martín de Herrera y de la Iglesia
- Pierre-Hector Coullié
- Guillaume-Marie-Joseph Labouré
- Guillaume-Marie-Romain Sourrieu

## Consistorie van19 juni1899
- Giovanni Battista Casali del Drago
- Francesco di Paola Cassetta
- Alessandro Sanminiatelli Zabarella
- Gennaro Portanova
- Giuseppe Francica-Nava de Bontifè
- Agostino Ciasca
- François-Désiré Mathieu
- Pietro Respighi
- Agostino Richelmy
- Jakob Missia
- Luigi Trombetta
- Francesco Salesio Della Volpe
- José Calassanç Vives y Tuto

## Consistorie van15 april1901
- Donato Maria dell'Olio
- Sebastiano Martinelli
- Casimiro Gennari
- Lev Skrbenský z Hříště
- Giulio Boschi
- Agostino Gaetano Riboldi
- Jan Puzyna de Kosielsko
- Bartolomeo Bacilieri
- Luigi Tripepi
- Felice Cavagnis

## Consistorie van22 juni1903
- Carlo Nocella
- Beniamino Cavicchioni
- Andrea Aiuti
- Emidio Taliani
- Sebastián Herrero y Espinosa de los Monteros
- Johannes Katschthaler
- Anton Hubert Fischer